# Avia 51
Avia 51 byl československý šestimístný dopravní letoun z 30. let 20. století, byl navržen Robertem Nebesářem a vyrobený leteckým výrobcem Avia. Byly postaveny jen 3 kusy, první let proběhl v roce 1933.

## Vývoj
Avia 51 byl třímotorový samonosný hornoplošník s konvenčním pevným podvozkem a skořepinovým trupem z duralu. Konstrukce křídla byla celokovová, potažená plátnem, náběžné hrany byly kryty duralovým plechem. Křídlo s profilem Clark mělo křidélka typu Frise. Dvě palivové nádrže o celkovém objemu 150 l byly umístěny mezi dvěma nosníky v křídle. Eliptické ocasní plochy byly kromě náběžných hran potaženy plátnem. Svislé vzpěry podvozku s olejopneumatickými tlumiči byly ukotveny v křídle, kola byla opatřena aerodynamickými kryty.
Původně byl navržen pro Československou leteckou společnost (ČLS), která o něj projevila zájem. Avia tedy začala s výrobou tří prototypů (imatrikulace OK-ABV, OK-ABW a OK-ABZ). Byl poháněn třemi vzduchem chlazenými sedmiválcovými hvězdicovými motory Avia Rk.12 v krytech NACA, dva byly na křídle a jeden na přídi letadla. Roztáčely dvoulisté kovové vrtule. Měl kokpit pro dva piloty a luxusní kabinu o rozměrech 3,00×1,50×1,55 m pro pět až šest pasažérů. Nacházela se zde toaleta a v letounu byly tři úložné prostory na zavazadla. Do kabiny se nastupovalo dveřmi na levé straně trupu. Postranní okna měla velikost 270×410 mm.

## Provoz
Letoun byl nejprve zkušebně nasazen na linku ČLS Vídeň – Praha – Berlín, ale měl malou kapacitu, byl nehospodárný a navíc se při letu objevily různé vibrace. Poté byly všechny tři vyrobené stroje prostřednictvím estonského překupníka prodány v roce 1937 do Španělska, kde probíhala občanská válka. Dodány byly pravděpodobně v únoru 1938, v republikánském letectvu byly označeny TA (Transporte Avia) 001, 002 a 003. Sloužily jako transportní, napřed u vojenské pošty, později k dopravě vojáků, materiálu a raněných. TA-003 byl zničen při náletu Legie Condor. Po porážce republiky byly zbylé dva kusy ukořistěny nacionalisty, z toho jeden letuschopný. O jejich nasazení ve španělském letectvu není nic bližšího známo, v evidenci byly naposled zaznamenány v roce 1941.

## Uživatelé
Československo

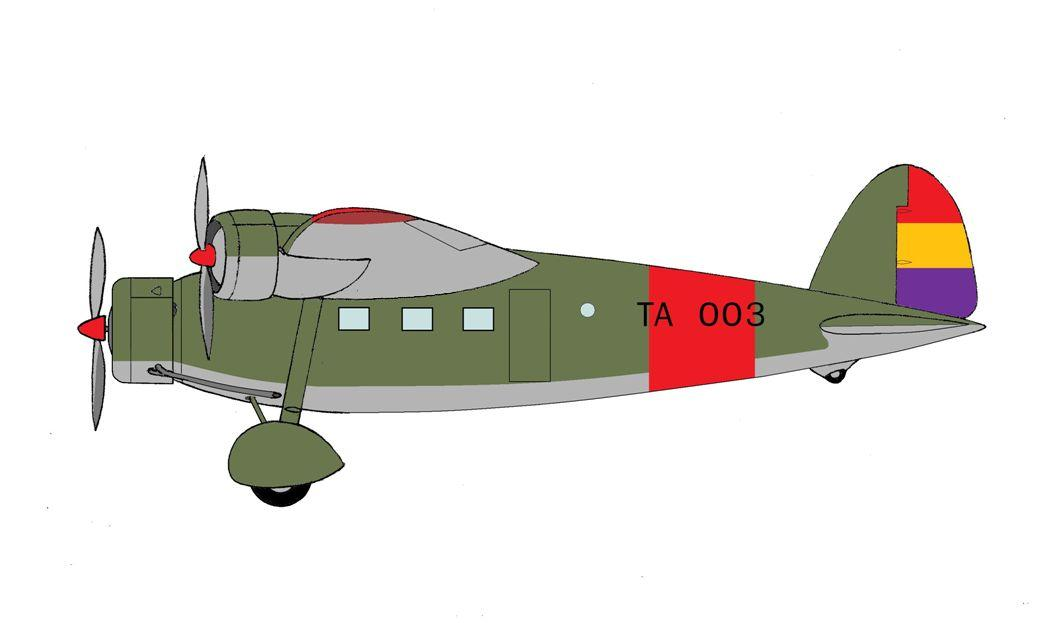
Avia Av.51, Španělské republikánské letectvo

- Československá letecká společnost (jen zkušebně)

 Španělská republika
- Španělské republikánské letectvo

 Španělský stát
- Španělské letectvo

## Specifikace

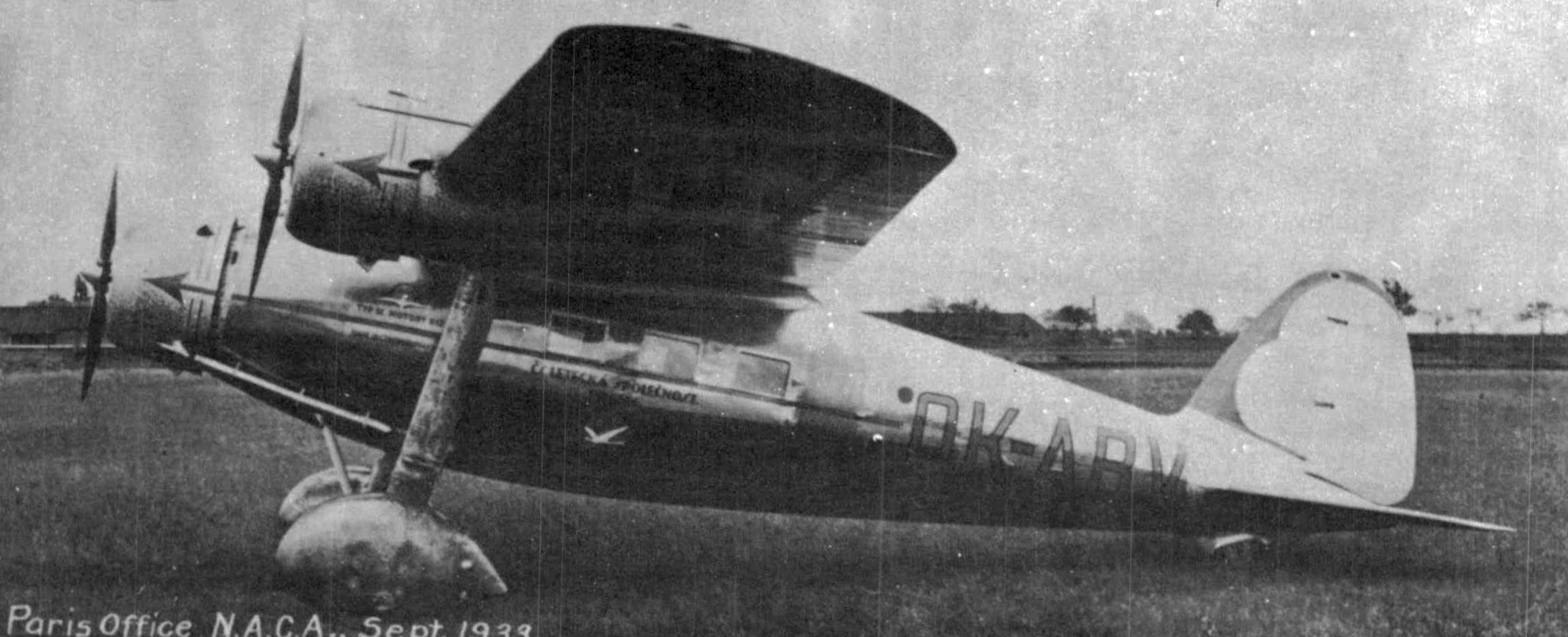
Avia 51 (OK-ABV)

### Technické údaje
- Posádka: 2
- Kapacita: 6
- Délka: 10,75 m
- Rozpětí: 15,10 m
- Výška: 3,50 m
- Plocha křídla: 38,09 m²
- Plošné zatížení: 94,2 kg/m²
- Váha prázdného letounu: 2 990 kg
- Maximální vzletová hmotnost: 3 750 kg
- Pohon: 3x Avia Rk.12, 150 kW (každý)

### Výkony
- Maximální rychlost: 264 km/h
- Cestovní rychlost: 230 km/h
- Přistávací rychlost: 100 km/h
- Dolet: 780 km
- Dostup (výška): 4000 m
- Rychlost stoupání: 4,2 m/s
- Délka vzletu: 240 m
- Doběh s brzdami: 200 m